# Neuenkirchen (Schleswig-Holstein)
Neuenkirchen è un comune di 1.036 abitanti della Schleswig-Holstein, in Germania.
Appartiene al circondario (Kreis) del Dithmarschen (targa HEI) ed è parte della comunità amministrativa (Amt) di Kirchspielslandgemeinde Heider Umland.